# Allensville (Virginia Occidental)
Allensville es un área no incorporada ubicada en el condado de Berkeley (Virginia Occidental), Estados Unidos. Está catalogada como un asentamiento humano por la Junta de Nombres Geográficos de los Estados Unidos. Su número de identificación (ID) es 1553711. Se encuentra a 129 m s. n. m. (423 pies).

## Historia
Se estableció una oficina de correos en 1892 y permaneció en funcionamiento hasta 1903.